# 1991-es Dakar-rali
Az 1991-es Dakar-rali 1990. december 29-én rajtolt Párizsban és 1991. január 17-én ért véget Dakarban.  A 13. alkalommal megrendezett versenyen 113 motoros és 184 autós egység indult.

## Útvonal
A versenyzők 9.186 km megtétele után, Franciaország, Líbia, Niger, Mali és  Mauritánia érintésével jutottak el a Szenegál fővárosába  Dakarba.
| Szakasz | Dátum                    | Honnan           | Hova             | Össztáv (km) |
| ------- | ------------------------ | ---------------- | ---------------- | ------------ |
| 1       | december 29.             | Párizs           | Clermont-Ferrand |              |
| 2       | december 30.             | Clermont-Ferrand | Marseille        |              |
|         | december 31. - január 1. | Utazás Afrikába  |                  |              |
| 3       | január 2.                | Tripoli          | Gadamés          | 604          |
| 4       | január 3.                | Gadamés          | Idri             | 594          |
| 5       | január 4.                | Idri             | Ghat             | 501          |
| 6       | január 5.                | Ghat             | Tummu            | 681          |
| 7       | január 6.                | Tummu            | Dirkou           | 601          |
| 8       | január 7.                | Dirkou           | Gossololom       | 350          |
| 9       | január 8.                | Gossololom       | Agadez           | 490          |
|         | január 9.                | Pihenőnap        |                  |              |
| 10      | január 10.               | Agadez           | Tillia           | 516          |
| 11      | január 11.               | Tillia           | Gao              | 630          |
| 12      | január 12.               | Gao              | Timbuktu         | 410          |
| 13      | január 13.               | Timbuktu         | Néma             | 672          |
| 14      | január 14.               | Néma             | Tichit           | 482          |
| 15      | január 15.               | Tichit           | Kiffa            | 532          |
| 16      | január 16.               | Kiffa            | Tambacounda      | 572          |
| 17      | január 17.               | Tambacounda      | Dakar            | 536          |

## Végeredmény
A versenyt összesen 46 motoros és 128 autós fejezte be.

### Motor
|    | Versenyző            | Motor  |
| -- | -------------------- | ------ |
| 1. | Stéphane Peterhansel | Yamaha |
| 2. | Gilles Lalay         | Yamaha |
| 3. | Thierry Magnaldi     | Yamaha |

### Autó
|    | Versenyző            | Motor      |
| -- | -------------------- | ---------- |
| 1. | Ari Vatanen          | Citroen    |
| 2. | Pierre Lartigue      | Mitsubishi |
| 3. | Jean Pierre Fontenay | Mitsubishi |

### Kamion
|    | Versenyző       | Motor   |
| -- | --------------- | ------- |
| 1. | Jacques Houssat | Perlini |
| 2. | Joel Tammeka    | Kamaz   |
| 3. | Karel Loprais   | Tatra   |